# Kabinett Pfordten I
Das Kabinett Pfordten I bildete von 1849 bis 1859 die von König Maximilian II. berufene Landesregierung des Königreiches Bayern. Erstmals wurde das Amt eines Vorsitzenden im Ministerrat geschaffen.
| Amt                                           | Name |
| --------------------------------------------- | --- |
| Vorsitzender im Ministerrat, Äußeres, Handel  | Ludwig von der Pfordten                                                                                                 |
| Inneres                                       | Theodor von Zwehl, 9. Juni 1849 – 20. November 1852 August Lothar Graf von Reigersberg, 20. November 1852 – 1. Mai 1859 |
| Inneres für Kirchen- und Schulangelegenheiten | Friedrich von Ringelmann, 16. März 1849 – 20. November 1852 Theodor von Zwehl, ab 20. November 1852                     |
| Justiz                                        | Karl Joseph Freiherr von Kleinschrod, 5. März 1849 – 27. Februar 1854 Friedrich von Ringelmann, ab 27. Februar 1854     |
| Finanzen                                      | Joseph von Aschenbrenner, ab 7. März 1849                                                                               |
| Krieg                                         | Ludwig von Lüder, 29. Mai 1849 – 25. März 1855 Wilhelm von Manz, 25. März 1855 – 13. April 1859                         |